# KNVB Beker 2021/22 (amateurs)
De KNVB Beker voor amateurs in het seizoen 2021/22 betrof alleen de bekerstrijd in de zes KNVB-districten.

## Districtsbekers

#### Deelnemers
Aan de bekertoernooien konden zowel de zaterdag- als zondag-standaardteams uitkomend in de Hoofdklasse 2021/22 en de lagere klassen (Eerste tot en met Vijfde klasse) deelnemen.

#### Opzet
In elk district werd er begonnen met de eerste ronde in poulevorm. Elke poule bestond in principe uit vier, maar minimaal drie elftallen, die een halve competitie afwerkten. Elftallen uitkomend in de Hoofdklasse voetbal waren vrijgesteld van deze poulefase. Er waren aparte poules voor elftallen uitkomend in de Eerste en Tweede klasse en poules voor elftallen uitkomend in lagere klassen. Om te voorkomen dat elftallen die al in de competitie bij elkaar waren ingeleed ook bij elkaar in een poule kwamen, konden Eerste en Tweede klassers uit verschillende districten bij elkaar in een poule worden ingedeeld. Uit deze poules plaatsten de poulewinnaars en de nummers twee zich voor de knock-outfase van hun eigen district, uit de overige poules plaatsen zich alleen de poulewinnaars.

Bij gelijkspel in de knock-outfase werd de winnaar bepaald door middel van een strafschoppenserie, met uitzondering van een finale waar in dat geval eerst nog een verlenging zou worden gespeeld.

#### Coronacrisis
In juni 2021 werden de maatregelen in verband met de coronacrisis in Nederland zodanig versoepeld dat weer amateurwedstrijden in het voetbal mogelijk waren. De poulefase van de districtsbekers kon daarom normaal doorgang vinden.

Op 26 november maakte het kabinet maatregelen in verband met de nieuwe coronagolf bekend. Als gevolg daarvan werden alle amateurwedstrijden geschrapt vanaf 6 december. In alle districten was de eerste ronde van de knock-outfase gespeeld, in West I en West II ook de tweede ronde, in Zuid II een tussenronde voorafgaand aan de eerste ronde.
Eind januari versoepelde het kabinet de coronamaatregelen weer en mochten er weer amateurwedstrijden worden gespeeld. Op 26 januari besloot de KNVB om de amateurcompetitites weer te hervatten. Het uitspelen van deze competities kregen de prioriteit, daarom werden de districtsbekers definitief stopgezet omdat deze een te grote druk op de nog resterende speeldagen gaven.

#### Plaatsing KNVB Beker 2022/23
De elftallen (uitgezonderd reserve-teams) die de halve finales in de districtsbekers zouden bereiken, zouden zich plaatsten voor het KNVB Bekertoernooi van het seizoen 2022/23.
De halve finales waren vanwege de voortijdige beëindiging echter nog niet bereikt. Er plaatsen zich derhalve via de districtsbekers geen amateurelftallen voor de KNVB Beker.
1980/81 · 1981/82 · 1982/83 · 1983/84 · 1984/85 · 1985/86 · 1986/87 · 1987/88 · 1988/89 · 1989/90 · 1990/91 · 1991/92 · 1992/93 · 1993/94 · 1994/95 · 1995/96 · 1996/97 · 1997/98 · 1998/99 · 1999/00 · 2000/01 · 2001/02 · 2002/03 · 2003/04 · 2004/05 · 2005/06 · 2006/07 · 2007/08 · 2008/09 · 2009/10 · 2010/11 · 2011/12 · 2012/13 · 2013/14 · 2014/15 · 2015/16 · 2016/17 · 2017/18 · 2018/19 · 2019/20 · 2020/21 · 2021/22 · 2023/23 · 2023/24 · 2024/25 · 2025/26